# Charles F. Curry (1893–1972)
Charles Forrest Curry Jr. (ur. 13 sierpnia 1893 w San Francisco, zm. 7 października 1972 w Long Beach) – amerykański polityk, członek Partii Republikańskiej.

## Działalność polityczna
W okresie od 4 marca 1931 do 3 marca 1933 przez jedną kadencję był przedstawicielem 3. okręgu wyborczego w stanie Kalifornia w Izbie Reprezentantów Stanów Zjednoczonych.
Jego ojcem był Charles F. Curry.